# Linsengericht
Linsengericht – gmina w Niemczech, w kraju związkowym Hesja, w rejencji Darmstadt, w powiecie Main-Kinzig.

## Współpraca
Miejscowość partnerska:
- Geboltskirchen, Austria